# 驚爆焦點
是一部2015年美國政治驚悚傳記劇情片，為湯姆·麥卡錫執導並與喬許·辛格共同編劇。敘述《波士頓環球報》的記者們揭發天主教會在波士頓性侵兒童的醜聞，為此他們贏得了2003年普立茲公眾服務獎。由馬克·盧法洛、米高·基頓、瑞秋·麥亞當斯、李佛·薛伯、約翰·斯拉特里與史丹利·圖奇主演。
電影於2015年9月3日在第72屆威尼斯影展上的非競賽片首映，之後也在特柳賴德影展和多倫多國際影展上展出。而美國則於2015年11月6日由開路影業發行上映。獲得第88屆奧斯卡金像獎最佳影片獎及最佳原創劇本。

## 劇情
波士頓環球報記者麥可·瑞茲德、莎夏·菲佛、麥特·卡羅和編輯瓦特·羅賓森是歷史悠久的「聚焦」小組成員，負責重大新聞背後的深度挖掘。環球報新任主編馬帝·拜倫提出重新調查發生已久的天主教神父性侵兒童案件，並在法庭上起訴教會以獲得保密的案件材料。隨後四人調查小組，翻閱剪報等歷史資料，發現了被忽略的多年前的眾多神父性侵兒童事件，開始廣泛接觸受害者、代理律師。漸漸，調查對象由最初的一起案件，擴大至受害者聲稱的13名神父，並最終統計出87名涉嫌的神父。
「聚焦」小組、特別企畫編輯班·柏里二世、以及環球報主編馬帝·拜倫，六人小心地對調查過程保密，確認了大量的受害者的事實，竭力去說服曾經代理多起神父性侵兒童事件的律師指證，聯手揭發了天主教會波士頓總主教區的樞機主教羅納等教會高層在數十年間保護被指控性侵的神父，將他們派到別的教區，從而讓他們在新的教區繼續犯罪；私下與受害家庭和解，深入司法、政府系統掩蓋案件材料等系統行為。在報導之後，越來越多的受害者也站了出來，重新揭開了更大的世界範圍的性侵罪惡。
涉案當事神父羅納在2002年12月辭職，並最終晉升為羅馬聖母大殿的大司祭，並提出涉案神父的性侵醜聞主要都發生在世界各地的清單。

## 演員

### 「聚焦」小組成員
| 演員               | 角色                                       | 備註                           |
| 馬克·盧法洛        | 麥可·瑞茲德 Michael Rezendes               | 《波士頓環球報》「聚焦」記者。 |
| 瑞秋·麥亞當斯      | Sacha Pfeiffer                             | 《波士頓環球報》「聚焦」記者。 |
| 布萊恩·達西·詹姆士 | 麥特·卡羅 Matt Carroll                     | 《波士頓環球報》「聚焦」記者。 |
| 約翰·斯拉特里      | 班·柏里二世 Ben Bradlee, Jr                | 《波士頓環球報》特別企畫編輯。 |
| 米高·基頓          | 瓦特·“羅比”·羅賓森 Walter "Robby" Robinson | 《波士頓環球報》「聚焦」編輯。 |
| 李佛·薛伯          | 馬帝·拜倫 Marty Baron                      | 《波士頓環球報》主編。         |

### 其他角色
| 演員                 | 角色                                        | 備註                                         |
| 吉恩·阿莫魯索        | 史提夫·克臣 Steve Kurkjian                  | 《波士頓環球報》記者。                       |
| 傑米·薛利丹          | 吉姆·蘇利文 Jim Sullivan                    | 代表教會的律師。                             |
| 史丹利·圖奇          | 米契·加拉貝迪恩 Mitchell Garabedian         | 律師。                                       |
| 比利·庫達普          | 艾瑞克·麥克利許 Eric MacLeish               | 波士頓牧師的律師。                           |
| 莫琳·謝勒            | 艾琳·麥克納馬拉 Eileen McNamara             | 《波士頓環球報》專欄作家。                   |
| 保羅·蓋佛爾          | 彼得·康利 Peter Conley                      | 《波士頓環球報》員工。                       |
| 理查德·詹金斯        | 理查德·斯佩 Richard Sipe                    | 心理治療師（電話語音）                       |
| 倫·卡里烏            | 伯納德·羅納樞機主教 Cardinal Bernard Law    | 波士頓榮譽大主教                             |
| 尼爾·霍夫            | 菲爾·薩維亞諾 Phil Saviano                  | 被神父性侵倖存者網絡(SNAP)新英格蘭分會創始人 |
| 邁克爾·西里爾·克賴頓 | 喬·克勞利 Joe Crowley                       |                                              |
| 勞裡·海涅曼          | 康斯坦斯·斯威尼法官 Judge Constance Sweeney |                                              |
| 蒂姆·普羅戈什        | 比爾·凱梅薩校長 Principal Bill Kemeza       |                                              |
| 吉米·勒布朗          | 帕特里克·麥克索利 Patrick McSorley          |                                              |

## 發行

### 評價
電影獲得正面的評價。爛番茄根據260篇專業影評持有96%的新鮮度，平均得分8.9／10，評論一致認為「《驚爆焦點》優雅的處理了這真實故事聳人聽聞的細節，並避免將其中人物英雄化，讓觀影者能夠更融入其中」。Metacritic根據45篇影評得分93，IMDB得8.1。获得普遍赞誉。被《时代杂志》列为年度十大佳片第一名。
在2015年多倫多國際影展上，《驚爆焦點》獲得觀眾票選獎第三名。

### 票房
截至2016年2月28日，《驚爆焦點》北美票房達到3920萬美元，海外票房1980萬美元，全球合計已達5900萬美元，而其預算為2000萬美元。
上映首個週末於五個戲院播映，五個戲院累計票房達到295,009美元（平均59,002美元），是為2015年北美上映電影中平均票房最高的電影之一。全美上映後，首周票房達到450萬美元，是為全美第八名。

## 外部連結
- 開眼電影網上《驚爆焦點》的資料（繁體中文）
- 豆瓣电影上《聚焦》的資料 （简体中文）
- 时光网上《聚焦》的資料（简体中文）
- AllMovie上的资料（英文）
- 爛番茄上的資料（英文）
- Box Office Mojo上的資料（英文）
- TCM电影资料库上的资料（英文）
- Metacritic上的資料（英文）
- 互联网电影数据库（IMDb）上的资料（英文）